# Кристианополис
Кристианополис (порт. Cristianópolis) — муниципалитет в Бразилии, входит в штат Гояс. Составная часть мезорегиона Юг штата Гойас. Входит в экономико-статистический микрорегион Пирис-ду-Риу. Население составляет 3324 человека на 2006 год. Занимает площадь 225,357 км². Плотность населения — 14,7 чел./км².
Праздник города — 23 июня. 

## Статистика
- Валовой внутренний продукт на 2003 год составляет 15 731 097,00 реалов (данные: Бразильский институт географии и статистики).
- Валовой внутренний продукт на душу населения на 2003 год составляет 5009,90 реалов (данные: Бразильский институт географии и статистики).
- Индекс развития человеческого потенциала на 2000 год составляет 0,771 (данные: Программа развития ООН).